# Fool Moon
Fool Moon è un romanzo fantasy contemporaneo giallo scritto da Jim Butcher. È il secondo romanzo nella serie The Dresden Files che segue le avventure del personaggio di Harry Dresden, l'unico mago professionista nella Chicago dei giorni nostri.

## Trama
Dresden si ritrova ad investigare su di una serie di omicidi particolarmente efferati che ad una prima analisi sembrano essere l'operato di una o più belve ferali. I rapporti con la polizia e con il Luogotenente Karrin Murphy non sono affatto buoni dopo gli accadimenti di Storm Front e Dresden dovrà anche guardarsi dalla continua minaccia delle ricerche investigative dell'FBI. Dalle prime ricerche scopre che diversi tipi di licantropi si aggirano nell'ombra della città di Chicago quando la luna è piena...

## Nuovi punti introdotti nella serie
- Licantropi: Secondo quanto è detto da Bob lo spirito a inizio romanzo, esistono almeno quattro differenti tipologie di uomo-lupo, tutti con differenti proprietà magiche, punti di forza e debolezze. Dresden incontrerà numerosi tipi di licantropi nel corso del libro.
- Il nemico di Dresden: A fine romanzo, Dresden crede di capire dai recenti eventi accaduti in Storm Front e Fool Moon che ci sia un potente essere magico al lavoro specificatamente contro di lui.

## Edizioni
- Jim Butcher, Fool Moon, prima ed., Penguin Putnam, 2001,  pp. 352, ISBN 0-451-45812-5.